# J. Searle Dawley
J. Searle Dawley (13 de maio de 1877 – 30 de março de 1949) foi um diretor e roteirista norte-americano. Nascido em Del Norte, Colorado, ele dirigiu 149 filmes entre 1907 e 1926. Dawley faleceu em Hollywood, Califórnia.

## Filmografia
- Rescued from an Eagle's Nest (1908)
- Hansel and Gretel (1909)
- Frankenstein (1910)
- A Christmas Carol (1910)
- Charge of the Light Brigade (1912)
- The Old Monk's Tale (1913)
- On the Broad Stairway (1913)
- Hulda of Holland (1913)
- An American Citizen (1914)
- Four Feathers (1915)
- Susie Snowflake (1916)
- The Rainbow Princess (1916)
- Snow White (1916)
- Uncle Tom's Cabin (1918)
- A Virgin Paradise (1921)
- Love's Old Sweet Song (1923) curta-metragem feito em Phonofilm
- Abraham Lincoln (1924) curta-metragem feito em Phonofilm